# Грб општине Ада
Грб Општине је у облику штита сребрнасто-беле боје у чијој средини стоји граничар са косом и брковима мрко-смеђе боје, обучен у мундир плаве, панталоне црвене и чизме жуте боје. Граничар у десној руци држи мач боје светлог челика са врховима нагоре, а у левој спуштеној руци рало мрко-сиве боје. Непосредно изнад штита налази се златно-жута круна са пет кракова чији су врхови украшени драгим камењем округлог облика, тиркизно плаве боје.